# Kukmaka
Kukmaka este o localitate din comuna Velike Lašče, Slovenia, cu o populație de 55 de locuitori.